# Onze-Lieve-Vrouw-ten-Troostkapel

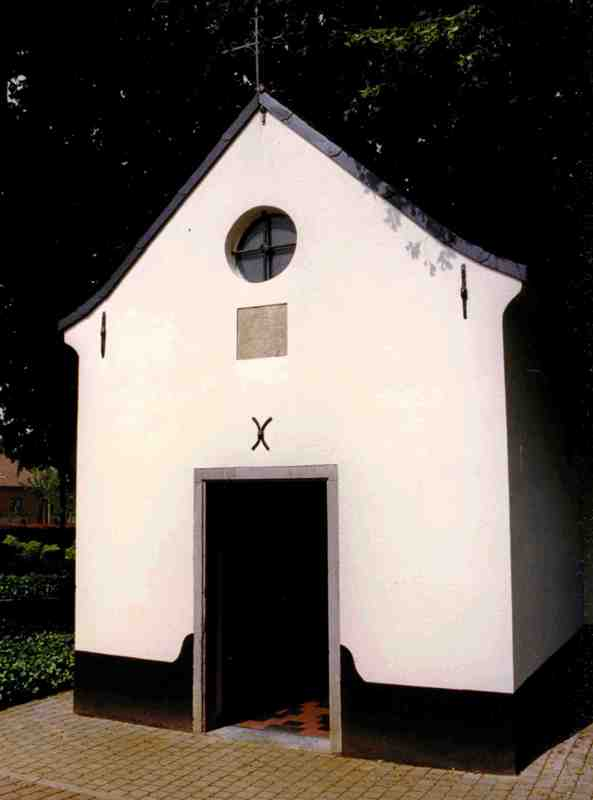
Onze-Lieve-Vrouw ten Troostkapel

De Onze-Lieve-Vrouw-ten-Troostkapel is een kapelletje in de tot de Antwerpse gemeente Herentals behorende plaats Noorderwijk, gelegen aan de Bremstraat.
Deze kapel werd gebouwd in 1645, getuige de tekst in de gevelsteen: onse li vrawe ten troist 1645.
Het is een klein rechthoekig kapelletje met ronde koorsluiting waarin zich een beschilderd houten altaar bevindt. Het interieur wordt overkluisd door een tongewelf.